# Wybory parlamentarne w Portugalii w 2011 roku
Wybory parlamentarne w Portugalii w 2011 roku odbyły się 5 czerwca. Zostały ogłoszone przez prezydenta po konsultacji z premierem oraz Radą Państwa. 31 marca 2011 prezydent Aníbal Cavaco Silva przyjął dymisję premiera spowodowaną odrzuceniem przez parlament Paktu Stabilności i Wzrostu (Programa de Estabilidade e Crescimento, PEC), następnie zaś rozwiązał Zgromadzenie Republiki XI kadencji, ogłaszając nowe wybory. Data 5 czerwca była preferowana przez Partię Socjalistyczną oraz PCP, PEV i Blok Lewicy. Partia Socjaldemokratyczna opowiadała się za wyborami zarządzonymi tydzień wcześniej. Ostatecznie prezydent przychylił się do terminu proponowanego przez większość partii reprezentowanych w parlamencie. 

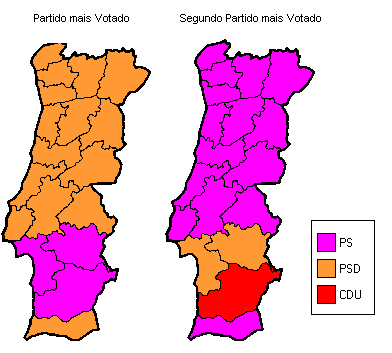
Podział regionalny głosów. Po lewej: najczęściej wybierana partia w regionie, po prawej druga najczęściej wybierana partia.

W wyborach wzięły udział ugrupowania dotychczas obecne w Zgromadzeniu: Partia Socjalistyczna (PS), Partia Socjaldemokratyczna (PSD), Centrum Demokratyczne i Społeczne – Partia Ludowa (CDS/PP), Blok Lewicy (BE) oraz Unitarna Koalicja Demokratyczna (CDU). O mandaty ubiegali się również m.in. przedstawiciele Ludowej Partii Monarchistycznej. Uprawnionych do głosowania było 9 621 076 obywateli. 230 posłów zostało wybranych w 22 okręgach wyborczych: 20 w kraju i 2 zagranicą. Okręgi są wielomandatowe – obejmują od 2 (Europa, Zagranica Pozaeuropejska, Portalegre) do 39 (Porto) i 47 (Lizbona) deputowanych. 
W wyborach zwycięstwo odniosła Partia Socjaldemokratyczna, uzyskując ponad dwa miliony głosów i 38,65%. Na rządzącą Partię Socjalistyczną głosowało 28,06% wyborców, zaś na opozycyjną CDS/PP – 11,70%. Dwie partie skrajnej lewicy – CDU i BE – otrzymały odpowiednio: 7,91% i 5,17% głosów. Wśród ugrupowań, które nie dostały się do parlamentu, dwa przekroczyły barierę 1%: Komunistyczna Partia Portugalskich Robotników - Reorganizujący Ruch Partii Proletariatu oraz Partia na rzecz Zwierząt i Natury (Partido pelos Animais e pela Natureza, PAN). 
Frekwencja wyniosła 58,07%. 
Podział mandatów przedstawia się następująco: PSD – 108, PS – 74, CDS/PP – 24, CDU (PCP + PEV) – 16, BE – 8.